# Primo Calvo Lope
Primo Calvo Lope (El Burgo de Osma, Provincia de Soria, 9 de junio de 1808-Madrid, 24 de noviembre de noviembre de 1868) fue un sacerdote católico español, arzobispo de Santiago de Cuba y senador.
Fue ordenado obispo de Santiago de Cuba el 6 de abril de 1862 en la Capilla Real de Madrid, entonces perteneciente a la Archidiócesis de Toledo. Para este encargo papal, Primo Calvo eligió como su secretario a Ciriaco Sancha y Hervás, quien después sería obispo de Madrid y arzobispo de Toledo, y proclamado beato. Fue senador por derecho propio en la legislatura de 1867-1868.
Por motivos de salud, Primo Calvo viajó a Madrid a comienzos de 1868 y allí falleció el 7 de octubre de 1868, por lo que solo pudo ejercer el obispado en la diócesis cubana poco más de seis años.